# 达斡尔自然保护区

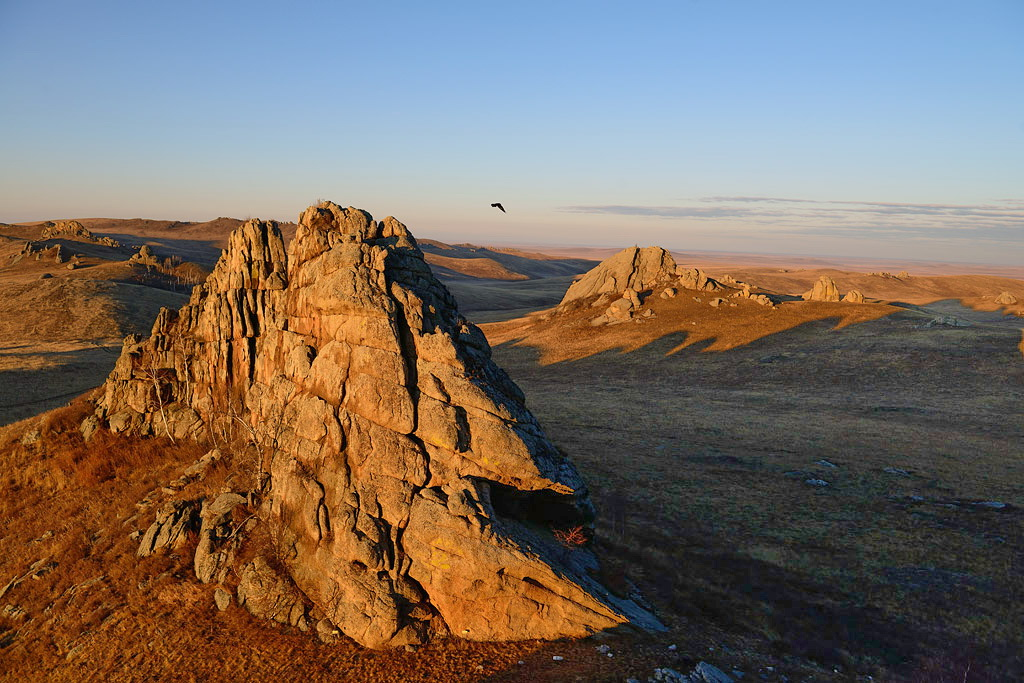
Adon-Chelon山脊

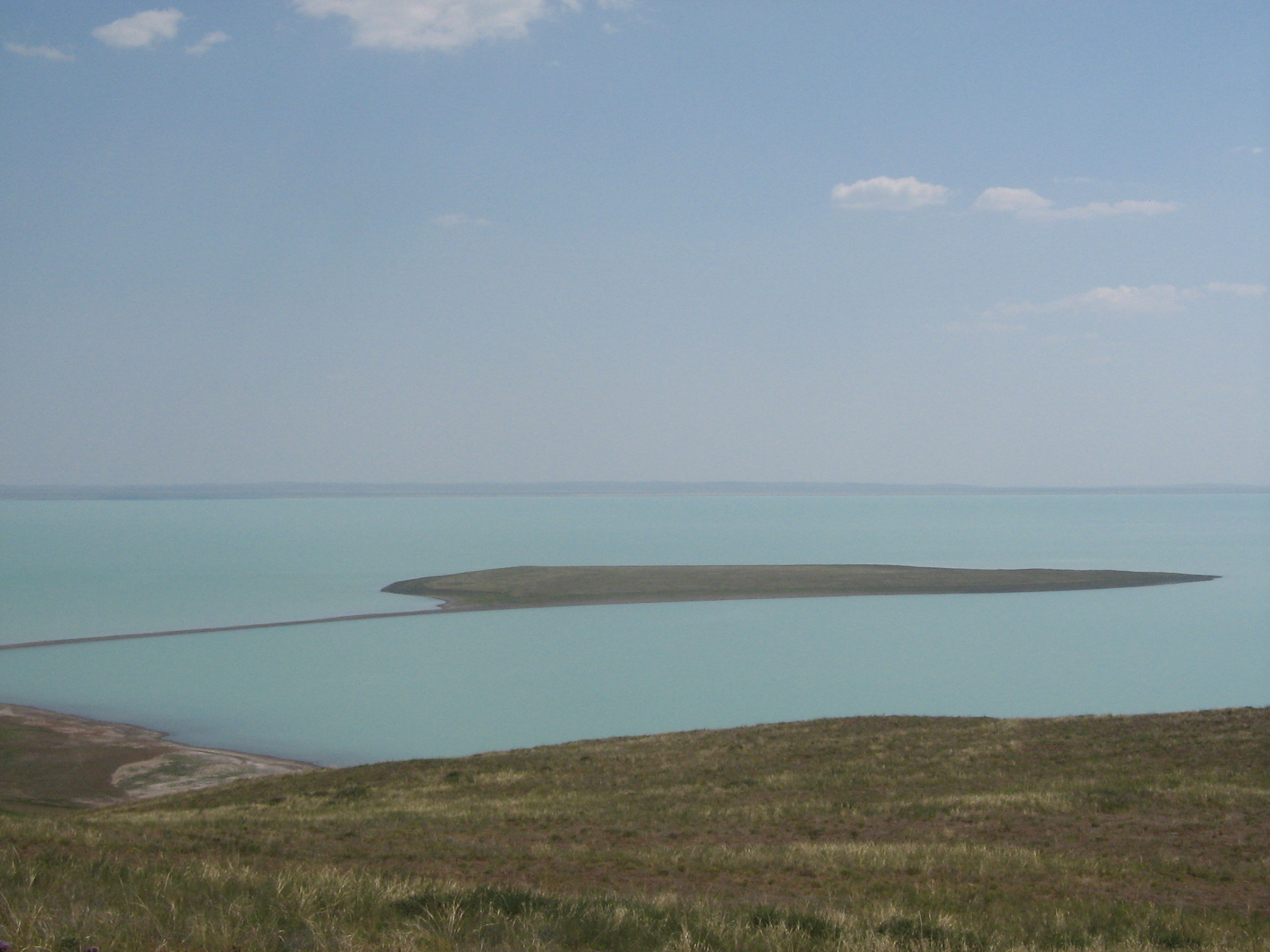
Zun-Torey湖

达斡尔自然保护区（俄语：Даурский заповедник），又译达乌尔自然保护区，是位于俄罗斯西伯利亚外貝加爾邊疆區南部的一个自然保护区，靠近蒙古边境。它还是世界遗产地“达斡里亚自然景观”的一部分。

## 概况
该保护区成立于1987年，旨在保护南西伯利亚的干草原和湿地。它与蒙古的多诺德蒙古生物圈保护区毗邻，面积8,429,072公頃（20,828,690英畝），紧靠在南面的大草原上。
保护区面积208,600公顷，其中约163,800公顷为缓冲区。核心面积约为44,800公顷，分为9块。保护区的缓冲区包括两个大湖：Barun-Torey和Zun-Torey。

## 物种
脊椎动物包括哺乳类48种，鸟类317种，爬行类3种，两栖类3种，鱼类4种。此外，大约有800种昆虫。保护区还包括一个罕见的卷鞘鸢尾菌落。当地政府原计划在20世纪80年代将普氏野马引进保护区，但在苏联解体后，该计划被取消。直到最近，该计划又被重新提上日程。保护区内有国际自然保护联盟发布的红色名录中的哺乳动物：黄羊、兔猻和达乌尔猬。
2011年，该保护区建立了一个新的禁猎区：黄羊谷（俄语：Долина дзерена），以确保黄羊在俄罗斯和蒙古之间的迁徙安全。